# Jean-Jacques Henry
Pour les articles homonymes, voir Henry.
Jean-Jacques Henry, né à Dinan Côtes-d'Armor, le 16 janvier 1967, est un coureur cycliste et directeur sportif français.

## Biographie

### Carrière junior
Jean-Jacques Henry commence sa carrière de cycliste sur route en 1984 où il termine à la dixième place du championnat du monde de cyclisme sur route, à Beuvron. L'année suivante, il remporte la médaille de bronze de ce championnat, à Stuttgart.

### Carrière amateur
En 1989, avec l'équipe de France, Jean-Jacques Henry finit sixième du championnat du monde du contre-la-montre par équipes.
Son année 1993 est marquée par sa victoire au Trophée Jean Floc'h, également appelé le circuit de Morbihan qui avait lieu à Bignan. En 1994, il triomphe au Prix d'Armor à Ploumilliau et lors de l'étape d'ouverture du Regio Tour en Alsace. De plus, il finit second du Grand Prix de Vougy et troisième du prologue du Regio Tour International. Enfin, il prend la 78e place du championnat du monde amateur.

### Carrière professionnelle
Il commence sa carrière professionnelle dans le cyclisme en intégrant l'équipe Festina-Lotus le 1er septembre 1994. Ses premières courses avec ses nouveaux coéquipiers ont lieu en 1995. Tout d'abord, il termine dixième du Grand Prix d'ouverture La Marseillaise. Ensuite, Jean-Jacques Henry prend la cinquième place de la seconde étape de l'Étoile de Bessèges. Cette année-là, il participe également à deux classiques : Milan-San Remo et Paris-Bruxelles, où il finit respectivement 147e et 109e. Enfin, il prend part à deux autres courses : les Quatre Jours de Dunkerque en finissant au quarantième rang du général et l'un des trois grands tours. En effet, Jean-Jacques Henry est aligné sur le Tour d'Italie où il termine à la 117e place avec notamment un top 5 lors de la cinquième étape qui reliait Borgo a Mozzano à Cento. Il remporte également la quatrième étape de la Mi-août bretonne et se hisse sur la plus petite marche du podium de la troisième étape du Tour du Tarn.
L'année suivante, il court seulement l'Étoile de Bessèges avec finalement, une 87e place du classement général. Il dispute cette course avec ses nouvelles couleurs de la Force Sud.
Il signe chez BigMat-Aubervilliers 93 en 1997. Sur Paris-Nice, il prend la 98e place avec notamment, une quatrième position lors de la quatrième étape. Jean-Jacques Henry finit 13e de l'étape d'inauguration du Critérium international. Il termine l'année par une huitième place durant la septième étape des Quatre Jours de Dunkerque qui s'achève avec une centième position au général.

### Carrière d'entraîneur
Après la fin de sa carrière de coureur dans les rangs de BigMat-Auber 93, il prend les rênes de l'équipe pour en être l'entraîneur jusqu'en 2003. Ensuite, il rebondit dans le groupe ProTour Crédit agricole où il est chargé du recrutement. Il a notamment fait signer le grimpeur français Pierre Rolland.
En 2012, il devient entraîneur au Centre mondial du cyclisme qui siège à Aigle (Suisse).

## Palmarès
- 1984
  - Flèche Plédranaise
  - 10e du championnat du monde sur route juniors
- 1985
  -  Champion de France de la course aux points juniors[5]
  - 2e du Grand Prix de Fougères
  -  Médaillé de bronze du championnat du monde sur route juniors
- 1987
  - 1re étape du Tour d'Émeraude
  - 3e du Souvenir Louison-Bobet
- 1992
  - 3e de Paris-Orléans
- 1993
  - Championnat de la Côte d'Azur[5]
  - Circuit du Morbihan
  - 3e du Grand Prix de La Londe-les-Maures
- 1994
  - Grand Prix de Mandelieu[5]
  - Flèche de Locminé
  - 4e étape des Trois Jours de Rennes[5]
  - Prix d'Armor
  - 2e étape de l'Essor breton
  - Souvenir Daniel-Fix
  - Tour d'Émeraude
  - 1re étape du Regio-Tour
  - Ronde des Vosges[5]
  - 4e étape du Circuit des Monts Vauclusiens[5]
  - 2e du Grand Prix de Vougy
  - 2e du championnat de France sur route amateurs
  - 2e du Grand Prix de Cours-la-Ville
  - 3e du Grand Prix d'Antibes
- 1995
  - 4e étape de la Mi-août bretonne

## Résultats sur les grands tours

### Tour d'Italie
1 participation
- 1995 : 117e